# William Miller (predikant)

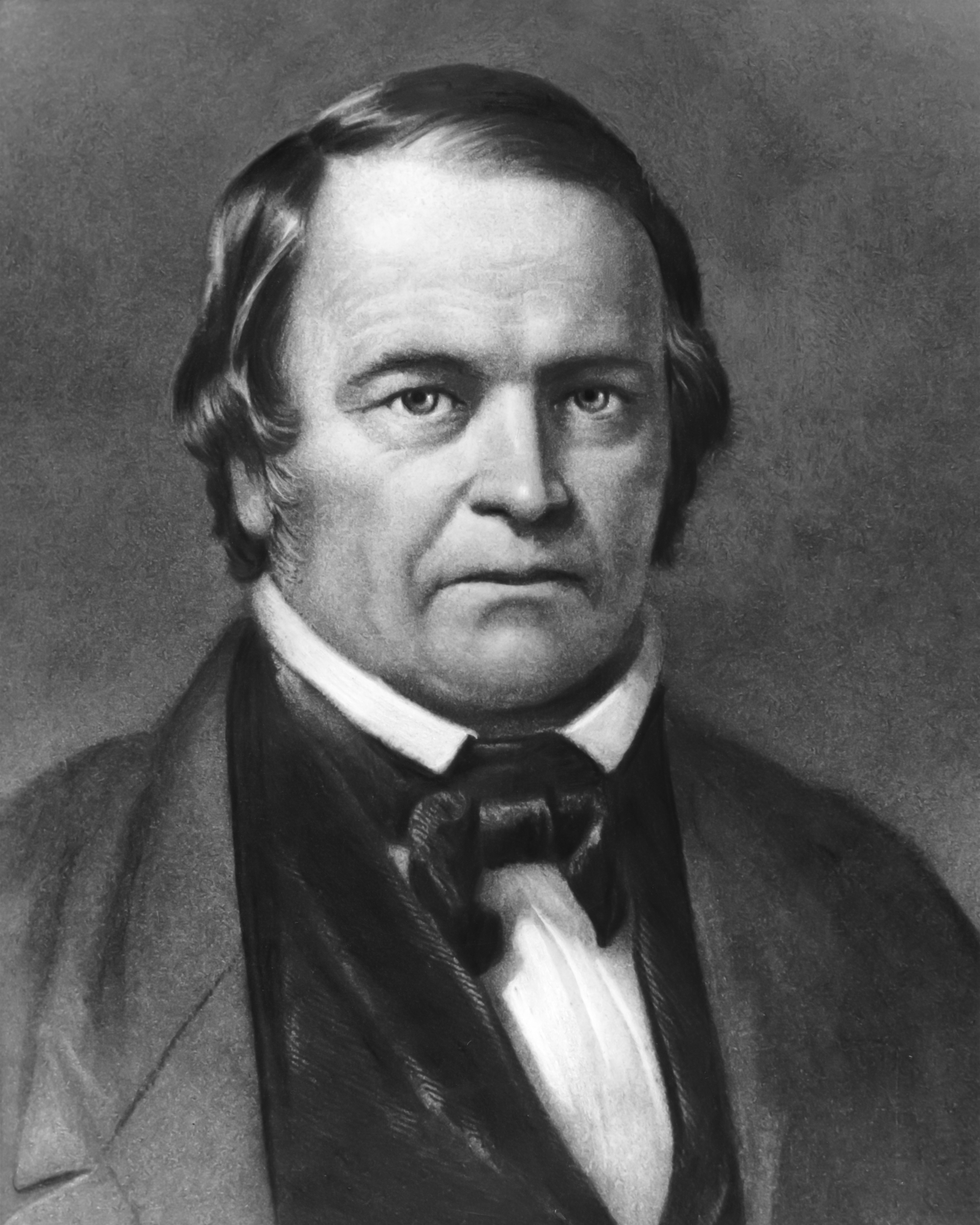
William Miller

William Miller (Pittsfield, 25 februari 1782 - Hampton, 20 december 1849) was een Amerikaans baptist en predikant die aan de wieg stond van de stroming van het adventisme.

## Leven
Miller verliet als jonge man zijn religieuze opvoeding en werd een deïst. Na zijn militaire dienst gedurende de oorlog van 1812 waagde hij zich aan een zoektocht naar de diepere betekenis van het leven, bekeerde zich tot het christendom en werd lid van de baptistenkerk. Vervolgens begon hij aan een periode van intensieve Bijbelstudie om zijn nieuwe geloof aan zijn deïstische vrienden te kunnen verklaren; het was deze studie die hem leidde tot zijn millennialistische overtuigingen. Hij raakte ervan overtuigd dat de wederkomst premillenniaal moest zijn en nog tijdens zijn eigen leven zou plaatsvinden.
Miller begon in 1831 aan een carrière als prediker en schrijver, een periode waarin de verwachting van de nabijheid van de wederkomst van Christus al sterk was binnen de protestantse kerken. Hij werkte zijn eigen ideeën uit in een serie artikelen die hij publiceerde in een baptisten-weekblad, de Vermont Telegraph, en die in 1833 in brochurevorm werden uitgegeven onder de titel Evidences from Scripture and History of the Second Coming of Christ, about the year 1843. De definitieve datum werd uiteindelijk bepaald op 22 oktober 1844. Zijn ideeën verwierven een grote groep aanhangers die – hoewel zij 'Millerieten' werden genoemd – enkele jaren in hun eigen kerk bleven. Toen op 22 oktober 1844 niets gebeurde, ontstond de Great Disappointment ("Grote Teleurstelling").

## Interpretatiewijze
Over het algemeen was de benadering van Miller om de Bijbel te interpreteren voornamelijk gebaseerd op de protestantse traditie, gebaseerd op de principes van sola scriptura, de eenheid en de zelfbevestiging van de Schrift. Hij isoleerde zeven interpretatieregels die met voorbeelden worden toegelicht in zijn uitleg van de profetieën die de wederkomst en het Millennium betreffen.
1. De canon van de Bijbel verschaft de context voor interpretatie ervan.
2. Elk woord en elke zin is belangrijk en moet daarom gepaste aandacht krijgen.
3. De Bijbel verklaart zichzelf en geeft derhalve duidelijke aanwijzingen in verschillende gevallen hoe een passage moet worden verklaard.
4. Het ene deel van de Schrift kan verklaard worden naar analogie met een ander deel ervan.
5. In de Bijbel staan profetische parallellen die elkaar aanvullen en samenvoeging vereisen om hun betekenis te onthullen.
6. De letterlijke betekenis van een passage moet de voorrang krijgen zolang het een zinnige betekenis heeft.
7. Sommige terugkerende motieven hebben symbolische betekenis.

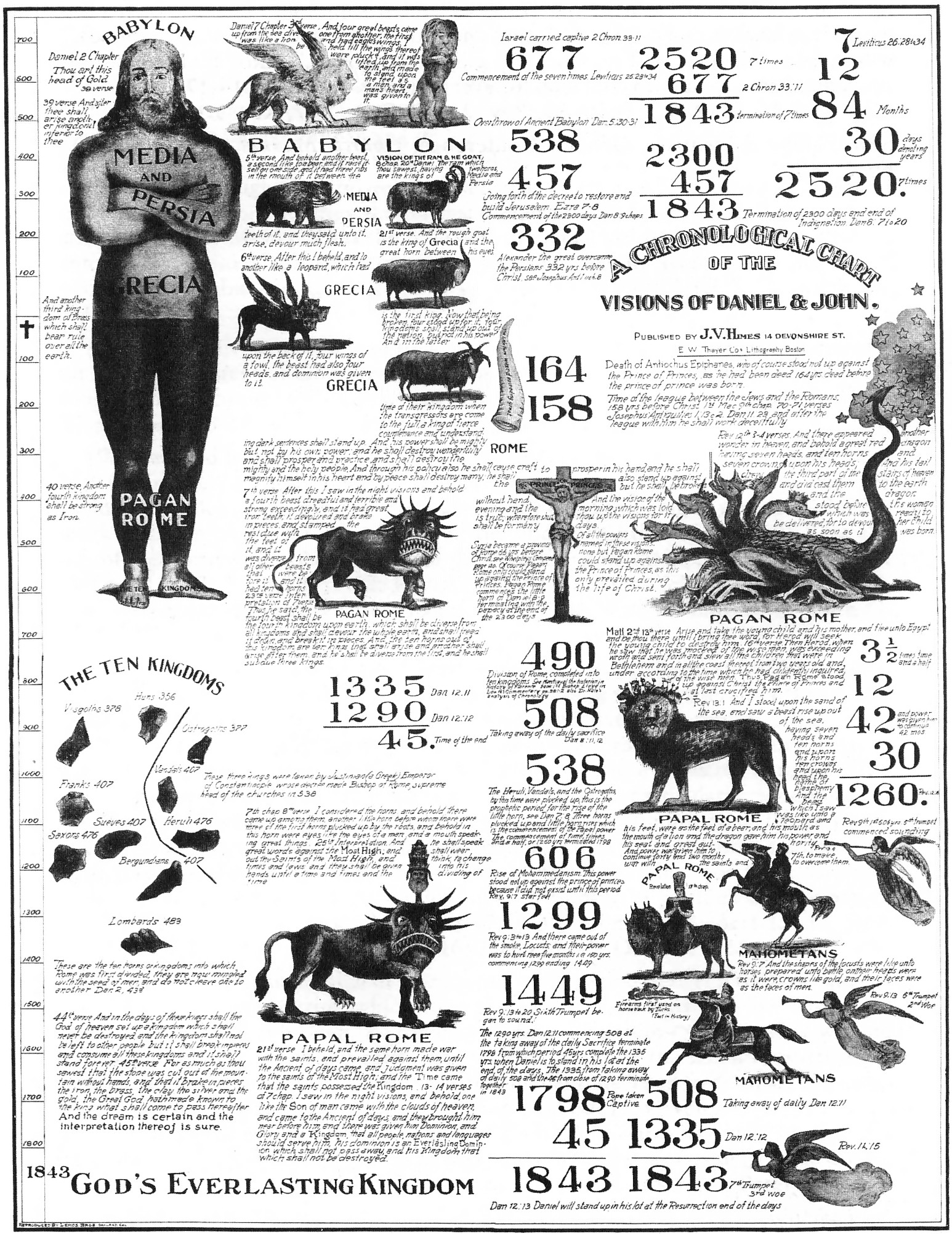
Een kaart met de berekeningen van de 'Millerieten'

De betekenis van symbolen wordt verschaft op basis van analogieën in de Bijbel. Dus wordt bijvoorbeeld het gebruik van een dag om een jaar te representeren bevestigd door Ezechiëls uitbeelding van de belegering van Jeruzalem (Ezechiël 4:6) en door de straf van de Israëlieten voor hun weekhartigheid op de drempel van Kanaän (Numeri 14:34). Door analogie mag dit principe worden uitgebreid om de profetieën van Daniël en Openbaring te interpreteren. Aan andere symbolen worden via een soortgelijk proces betekenissen toegekend. Nadat de betekenis van de symbolen is vastgesteld, was de volgende stap een historische gebeurtenis aan te wijzen die letterlijk elk woord van de betreffende passage vervult en die overeenstemt met op soortgelijke wijze geïnterpreteerde passages op andere plaatsen.
Millers benadering van interpretatie van profetisch materiaal maakte ook gebruik van typologie. Een 'type' moet worden onderscheiden van een profetie; het is een feitelijk historische situatie die een soortgelijke situatie voorafschaduwt, het 'antitype'. Profetie en typologie kunnen worden gecombineerd zodat een profetie in het klein wordt vervuld door de ene gebeurtenis (het 'type') maar zijn volledige of grote vervulling heeft in een andere (het 'antitype'). Bijvoorbeeld: de verschillende profetieën die betrekking hebben op de Babylonische ballingschap en daarop volgende terugkeer en herbouw van Jeruzalem, hebben slechts een gedeeltelijke vervulling in die gebeurtenissen. Hun grotere vervulling wordt gezien in de gevangenschap aan de Kerk, de vernietiging van een 'mystiek' Babylon en de verheerlijking van de heiligen in het Nieuwe Jeruzalem.
De 'Millerieten' baseerden hun berekening van de wederkomst van Christus in 1843 op twee lijnen:
1. "zeven tijden" (Daniël 4:13): 2.520 jaar na de start van de ballingschap van Israël, die zij plaatsten in 677 v.Chr.
2. "2.300 dagen" (Daniël 8:14): 2.300 jaar na het decreet om de tempel van Jeruzalem te herbouwen, dat zij plaatsten in 457 v.Chr.

## Hedendaagse invloed
Uit Millers ideeën ontstond de geloofsgemeenschap van de zevendedagsadventisten. Een sleutelfiguur in deze geloofsgemeenschap was Ellen White (1827-1915). Ook hadden zijn ideeën veel invloed op die van Charles Taze Russell en vormden daarmee de bakermat van de leerstellingen van Jehova's getuigen.
Leden van de bahá'íbeweging geloven dat Millers interpretatie van tekenen en datums waarop Jezus zou wederkomen grotendeels juist waren. Ze geloven dat de vervulling van Bijbelse profetieën over de komst van Jezus van een voorloper van hun eigen religie kwamen, de Báb, die op 23 mei 1844 verklaarde dat hij de "Beloofde" was en in oktober 1844 openlijk begon te prediken in Perzië (Iran). Verschillende boeken en pamfletten van de Bahá'í vermelden de Millerieten, de profetieën die Miller gebruikte en de "Grote Teleurstelling", vooral William Sears' "Thief in the Night".

## Verder lezen
(en) George R. Knight (1993): Millennial fever - And the end of the world, Pacific Press, Boise (Idaho), ISBN 0816311781
- Bibsys: 9008077
- Gemeinsame Normdatei: 118971840
- International Standard Name Identifier: 0000 0000 6628 772X
- Library of Congress Control Number: n50033227
- Nationale Bibliotheek van Letland: 000338265
- Nationale Bibliotheek van Israël: 987007265445405171
- Nederlandse Thesaurus van Auteursnamen: 073965340
- SNAC: w6514p9j
- Virtual International Authority File: 18021736
- WorldCat: E39PBJmDq7MBQJCRBjDqCmj9jC